# 1,2-双(二甲基胂)苯
1,2-双（二甲基亚砷基）苯(1,2-Bis(dimethylarsino)benzene，缩写：diars )是具有式C6H4 (As(CH3)2)2有机砷化合物。该分子由两个与苯环的相邻碳中心相连的二甲基砷基组成。它是配位化学中的一种螯合配体。这种无色油状液体通常被缩写为“diars”。 

## 配位化学
相关但非螯合的有机砷配体包括三苯基胂和三甲基胂。在diars上的工作先于螯合二膦配体（如dppe）的开发，现在在均相催化中盛行。
该化合物是用于配位化学的双齿配体。它于1939年首次描述， 但因其能够稳定具有异常氧化态和配位数的金属配合物而受到罗纳兰·辛德尼·尼霍尔姆的欢迎，例如TiCl4(diars)2。高配位数的产生是因为该化合物相当紧凑并且砷与甲基之间的键很长，这减轻了金属中心的拥挤。就稳定而不寻常的氧化态而言，如[NiCl2(diars)2]Cl一样，该化合物可使三价镍稳定。
具有历史意义的是所谓的抗磁性[Ni(diars)3](ClO4)2，它是通过用该化合物加热高氯酸镍获得。八面体d 8络合物的特征是具有三重态基态，因此该络合物的反磁性令人困惑。随后通过X射线晶体学分析，表明该配合物的分子式为[Ni(triars)(diars)](ClO4)2，其中triars是三齿配体[C6H4As(CH3)2]2As(CH3)，由于消除了三甲基胂而产生。  

## 制备
通过邻二氯苯与二甲基砷化钠的反应制备：
C6H4Cl2 + 2 NaAs(CH3)2 → C6H4[As(CH3)2]2 + 2 NaCl
这是一种是无色液体。氧气将其转化为二氧化物C6H4(As(CH3)2O)2。